# Acrocercops galeopa
Acrocercops galeopa là một loài bướm đêm thuộc họ Gracillariidae. Nó được tìm thấy ở Assam, Meghalaya Ấn Độ. Nó được miêu tả bởi Edward Meyrick năm 1908.